# Orígenes del hip hop
El hip hop se originó en las block parties de los años 1980 en la ciudad de Nueva York, específicamente en el distrito del Bronx. En los años 1930 más de una sexta parte de los residentes de Harlem eran de las indias occidentales, observándose en las block parties de los años 1970 una relación directa con la cultura Británica del sound system, que se trataba de grandes fiestas, originalmente en la calle, montadas por los dueños de caros y potentes equipos de sonido, que solían compartir con la comunidad. Era habitual la competición entre los organizadores de sound systems británicos, y ésta muchas veces se materializaba en las letras habladas o cantadas practicando toasting por el deejay sobre la música instrumental que pinchaba el selector. La música rap emergió de las block parties neoyorkinas una vez que los DJ, motivados por la competición, lograron aislar los breaks de percusión. Los MCs hablaban, animaban al público con intercambios de "llamadas y respuestas" (un claro antecedente lo es el número "Minnie The Moocher (Hi de Ho)" del animador del club de Jazz Cotton Club Cab Calloway en los años 30) o rimaban y cantaban sobre los breaks favoritos de la audiencia.
"Rapper's Delight" de 1979 por The Sugarhill Gang es la primera canción que fue grabada y publicada por una crew de hip hop, y por lo tanto está considerada como el primer disco auténtico del género, aunque pelean seriamente ese privilegio el track "Enterprise" del disco de la obra musical de Broadway The Runaways (lanzado a fines de 1978) y "King Tim III" del grupo de funk neoyorquino Fatback Band, pues también incluyen rapeos rítmicos, no solo rima narrada por otros artistas negros como el caso de algunos temas anteriores de Joe Tex, James Brown, The Last Poets, The Watts Poets, Isaac Hayes o Barry White. 
Lil Rodney Cee, de Funky Four Plus One More y Double Trouble, citan a Cowboy, de Grandmaster Flash and the Furious Five, como "el primer MC real que conocí... Él fue el primer MC en hablar sobre un DJ".

## Contexto socioeconómico
Junto a su bajo coste y la decadencia de otros estilos de música popular, varios eventos sociales y políticos aceleraron el nacimiento del hip hop. En 1959, se construyó la autovía Cross-Bronx Expressway con un recorrido que cruzaba el corazón del Bronx. La consecuencia directa fue el desplazamiento de buena parte de las comunidades blancas de clase media de la zona, provocando al tiempo un alza del desempleo generalizado entre los residentes que quedaron, mayoritariamente negros, a medida que las tiendas y fábricas iban dejando la zona. Para los años 1970, la pobreza era endémica a la zona. Cuando un bloque de más de 15.000 apartamentos fue construido en el límite norte del Bronx en 1968, lo que quedaba de la clase media blanca dejó el área y las pandillas de negros y latinos de la zona comenzaron a ganar poder.
El 11 de agosto de 1973, el DJ Estadounidense Kool Herc actuaba como DJ y MC en una fiesta en una sala comunal del edificio 1520 Sedgwick Avenue del Bronx, adyacente al Cross-Bronx Expressway. Aunque no pueda considerarse como el "lugar de nacimiento del hip hop", pues el género se estaba desarrollando lenta y simultáneamente en diferentes lugares de la zona en los años 1970, está reconocido como el lugar donde uno de los eventos fundamentales para la formación del estilo tuvo lugar.